# Людмилівка (Бериславський район)
Черво́на Людми́лівка — село в Україні, у Великоолександрівській селищній громаді Бериславського району Херсонської області. Населення становить 155 осіб.

## Населення

### Мовний склад
Рідна мова населення за даними перепису 2001 року:
| Мова       | Чисельність, осіб | Доля     |
| ---------- | ----------------- | -------- |
| Українська | 149               | 96,13 %  |
| Російська  | 5                 | 3,23 %   |
| Інше       | 1                 | 0,64 %   |
| Разом      | 155               | 100,00 % |

## Історія
12 червня 2020 року, відповідно до Розпорядження Кабінету Міністрів України від № 726-р «Про визначення адміністративних центрів та затвердження територій територіальних громад Херсонської області», увійшло до складу Великоолександрівської селищної громади.
19 липня 2020 року, в результаті адміністративно-територіальної реформи та ліквідації  Великоолександрівського району увійшло до складу Бериславського району.
22 червня 2023 року рішенням Національної комісії зі стандартів державної мови віднесено до списку населених пунктів, які «можуть не відповідати лексичним нормам української мови», зокрема стосуватися «російської імперської чи колоніальної політики». Громаді рекомендовано обґрунтувати доцільність збереження поточної назви або  запропонувати нову назву в установленому законодавством порядку.